# Harlekinvagtel
Harlekinvagtlen (Coturnix delegorguei) er en fugleart i familien af fasanfugle. Den findes i Afrika syd for Sahara. Den bliver 16-19 cm lang. Hannerne når en vægt fra 49 til 81 gram, mens hunnerne når en vægt fra 63 til 94 gram. Hunnen udruger de 4 til 8 æg, som hun lægger på 14-18 dage. Hannen bliver i nærheden og forsøger at jage potentielle fjender væk. Føden består af græs- og ukrudtsfrø samt små hvirvelløse dyr. 